# Budai Csillagvizsgáló

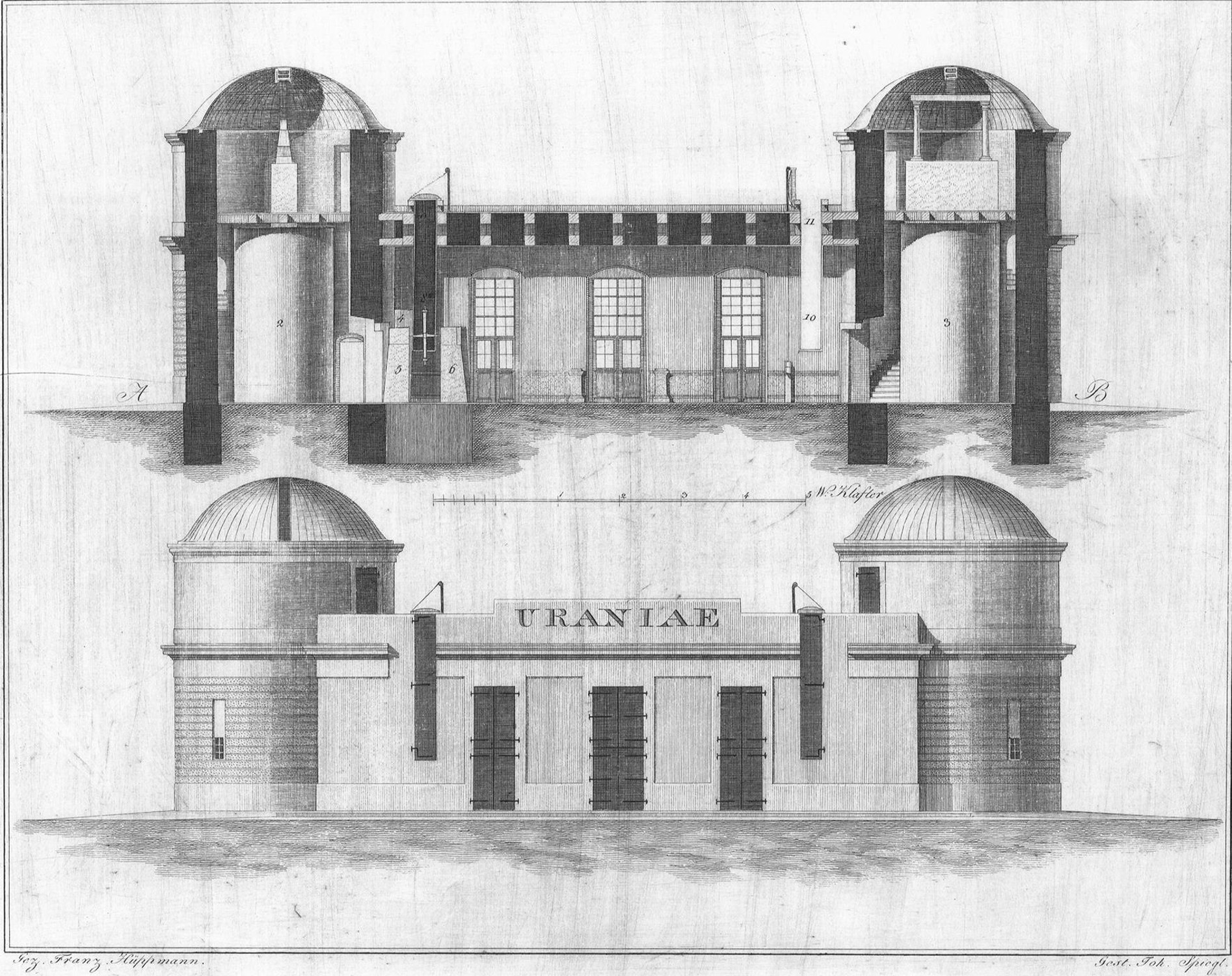
Az egykori csillagda, az Uraniae tervrajza (Franz Hüppmann, 1813)

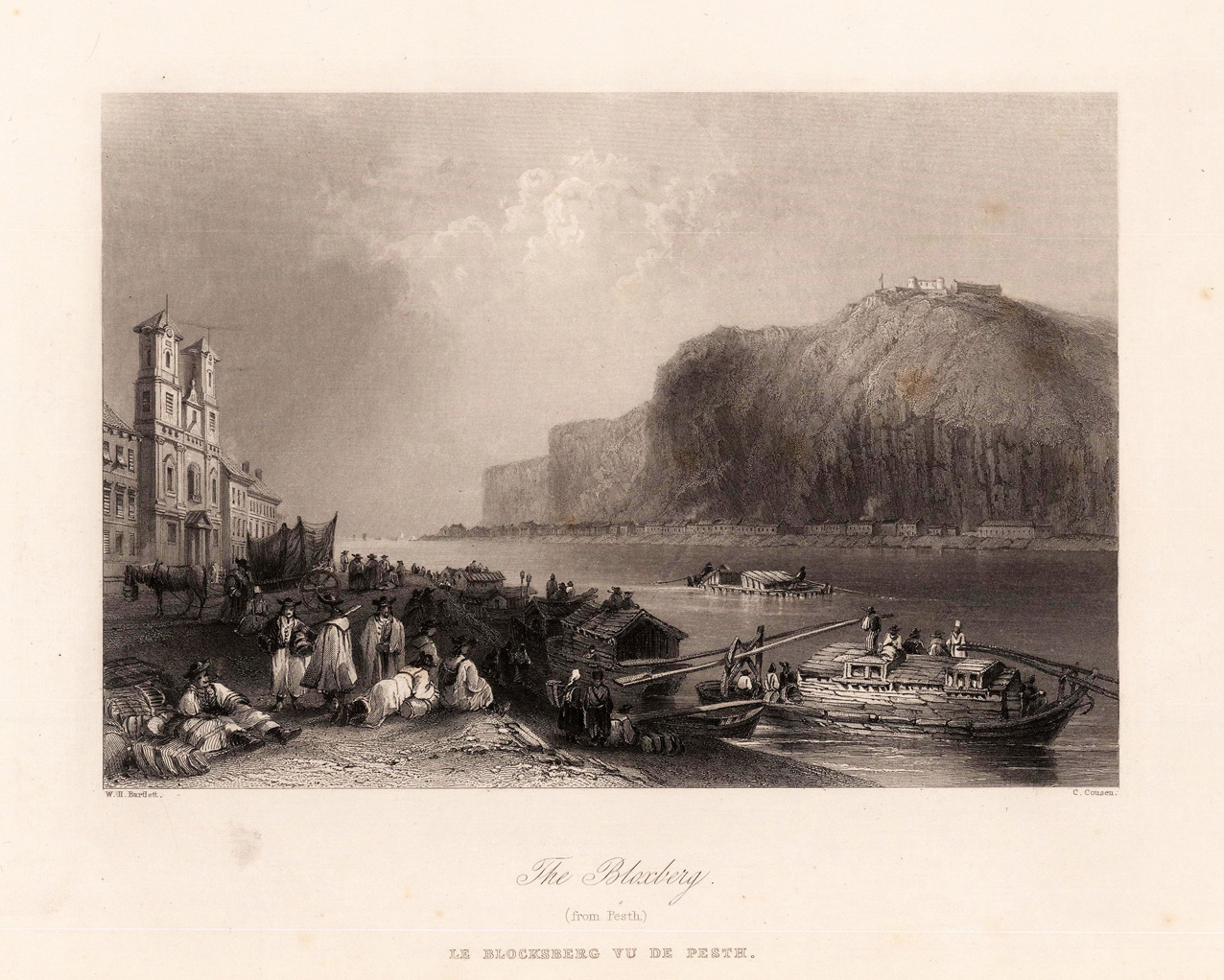
Az egyetemi Csillagda épülete 1844-ben

A Budai Csillagvizsgáló (Uraniae, Gellérthegyi Csillagda, gellért-hegyi Egyetemi Csillagda) a magyar csillagászati tudomány történelmi obszervatóriuma, ill. épületegyüttese volt. 1815 októberétől 1849 májusáig működött.

## Története

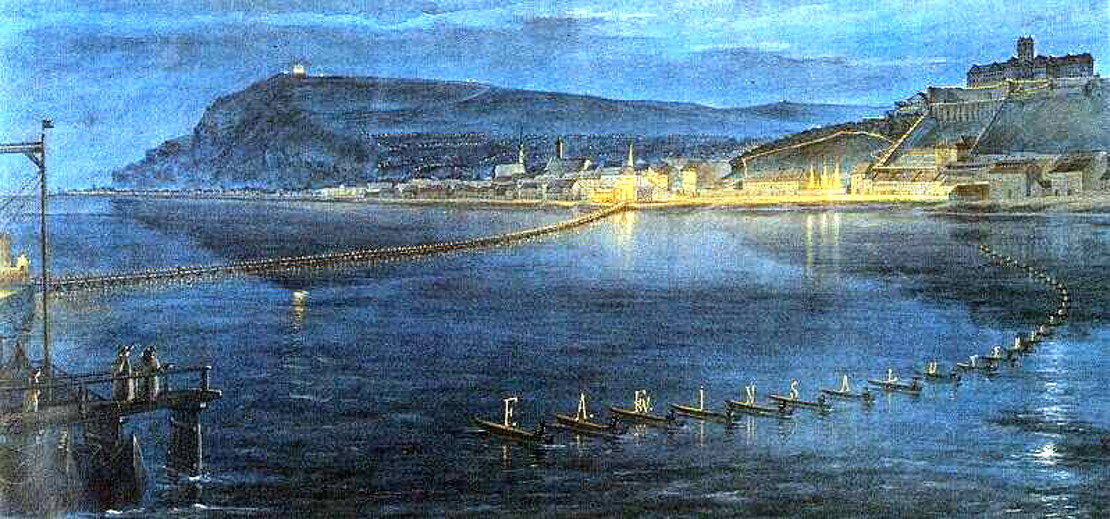
Kivilágítás Buda és Pest között a Dunán 1815-ben, A három első sajkán látható betük a három fejedelem: Ferenc király, Sándor cár és III. Frigyes Vilmos porosz király neveinek kezdőbetűi. A többi betűk : IN SALUTEM POPULORUM; azaz: A népek üdvére.

Miután 1777-ben az egyetem Budára költözött, a csillagászok a Bécsben székelő uralkodó által nem használt királyi várba költözhettek, ahol a csillagvizsgáló műszereket a királyi palota tornyában helyezték el. Weiss Ferenc budai csillagász vezetésével 1780-ban épült fel az első budai csillagvizsgáló. 1829-ben azonban le kellett bontani, mert statikailag nem felelt meg az igényeknek. A tudományos munka  elősegítésére több tervező közös terve alapján (köztük Pollack Mihály) 1815-ben felépült az új és biztonságos Gellért-hegyi Csillagvizsgáló (a mai Citadella helyén). A „Csillagdát” három európai uralkodó I. Sándor orosz cár , I. Ferenc osztrák császár és magyar király és III. Frigyes Vilmos porosz király  jelenlétében 1815-ben avatták fel , akik a napóleoni háborúkat lezáró Szent Szövetség megkötésére gyűltek össze, és utaztak Budára a létesítmény megnyitásra. A hely népszerűségét jól példázza a róla készült metszetek és festmények sokasága. A számos létesítményből álló épületegyüttes az 1848–49-es szabadságharc idején súlyosan megsérült. A Bach-korszakban a felépítendő Citadella helyét a romos Csillagda és a körülötte lévő virág- és szőlőskertek területén jelölték ki. Az elpusztult csillagvizsgálót 1852-ben a hatalom jogilag is megszüntette, épületének maradványait – amely köré felépült a Citadella – 1867-ben végleg lebontották.

## Volt igazgatók
- Tittel Pál
- Mayer-Lambert Ferenc